# Římskokatolická farnost Újezd u Valašských Klobouk
Římskokatolická farnost Újezd u Valašských Klobouk je jedno z územních společenství římských katolíků v děkanátu Valašské Klobouky s farním kostelem svatého Mikuláše.

## Historie farnosti
První písemná zmínka o obci pochází z roku 1261 ze zakládací listiny cisterciáckého kláštera ve Vizovicích, kterým byla obec darována klášteru. Kostel svatého Mikuláše byl vystaven v empírovém slohu v roce 1844, na místě starého kostela z poloviny 17. století.

## Duchovní správci
K červenci 2023 je farářem Mgr. Jan Mach

## Bohoslužby
| Kostel                  | Místo                      | Bohoslužba (den)                                 | Hodina                                                    | Poznámka     |
| ----------------------- | -------------------------- | ------------------------------------------------ | --------------------------------------------------------- | ------------ |
| Kostel svatého Mikuláše | Újezd u Valašských Klobouk | neděle pondělí úterý středa čtvrtek pátek sobota | 7:00, 9:45 15:20 (zimní čas)/17:35 (letní čas) 15:20 6:30 | Farní kostel |

## Aktivity ve farnosti
Ve farnosti se pravidelně̟ koná tříkrálová sbírka. V roce 2017 se v Újezdě vybralo 30 986 korun, v Drnovicích 15 097 korun, v Loučce 14 737 korun, v Slopném 28 364 korun a ve Vysokém Poli 30 690 korun.
Od roku 2006 vydává farnost pravidelný měsíčník.
V listopadu 2017 uděloval ve farnosti arcibiskup Jan Graubner svátost biřmování.